# Gerry Whiting Hazelton

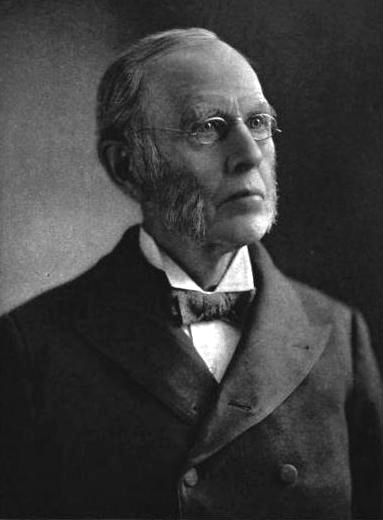
Gerry Whiting Hazelton

Gerry Whiting Hazelton (* 24. Februar 1829 in Chester, Rockingham County, New Hampshire; † 29. September 1920 in Milwaukee, Wisconsin) war ein US-amerikanischer Politiker. Zwischen 1871 und 1875 vertrat er den Bundesstaat Wisconsin im US-Repräsentantenhaus.

## Werdegang
Gerry Hazelton war der ältere Bruder von George Cochrane Hazelton (1832–1922), der zwischen 1877 und 1873 ebenfalls für Staat Wisconsin im Kongress saß. Er besuchte zunächst die öffentlichen Schulen seiner Heimat und die Pinkerton Academy in Derry. Zeitweise erhielt er auch Privatunterricht. Nach seiner Schulzeit unterrichtete er selbst für einige Zeit als Lehrer. Nach einem Jurastudium und seiner 1852 erfolgten Zulassung als Rechtsanwalt begann er in Amsterdam im Staat New York in seinem neuen Beruf zu arbeiten. Im Jahr 1856 zog er nach Columbus in Wisconsin. Dort schlug er als Mitglied der neugegründeten Republikanischen Partei eine politische Laufbahn ein.
1860 wurde Hazelton in den Senat von Wisconsin gewählt, dessen amtierender Präsident er zeitweise war. Im gleichen Jahr war er Delegierter zur Republican National Convention in Chicago, auf der Abraham Lincoln als Präsidentschaftskandidat nominiert wurde. 1864 wurde er Bezirksstaatsanwalt im Columbia County; 1866 war er für kurze Zeit Leiter der Steuerbehörde im zweiten Finanzbezirk von Wisconsin. Von diesem Amt wurde er aber von Präsident Andrew Johnson bald wieder entbunden. Bei den Kongresswahlen des Jahres 1870 wurde Hazelton im zweiten Wahlbezirk von Wisconsin in das US-Repräsentantenhaus in Washington, D.C. gewählt, wo er am 4. März 1871 die Nachfolge von David Atwood antrat. Nach einer Wiederwahl im Jahr 1872 konnte er bis zum 3. März 1875 zwei Legislaturperioden im Kongress absolvieren.
1874 verzichtete Hazelton auf eine erneute Kandidatur für das US-Repräsentantenhaus. Zwei Jahre später zog er nach Milwaukee. Zwischen 1876 und 1885 amtierte er als Bundesstaatsanwalt für den östlichen Teil des Staates Wisconsin. Zwischenzeitlich praktizierte er als Rechtsanwalt in Milwaukee. Im Jahr 1912 wurde er zum Master of Chancery (Kanzleirat) ernannt. Ṻber viele Jahre hinweg war er Gerichtsbeauftragter (Court Commissioner) der Bundesregierung und des Milwaukee County. Gerry Hazelton starb im September 1920 im Alter von 91 Jahren in Milwaukee.